# Mia famiglia
Mia famiglia è una commedia in tre atti, scritta e interpretata da Eduardo De Filippo nel 1955 inserita dallo stesso autore nel gruppo di opere che ha chiamato Cantata dei giorni dispari.

## Trama
Alberto Stigliano ha una famiglia che ha attraversato apparentemente indenne il dopoguerra. Siamo ormai nel 1955 e in Italia sta per arrivare il benessere economico accompagnato dal consumismo. La famiglia del protagonista è dunque una famiglia "moderna", al passo con i tempi. La moglie Elena è come se non ci fosse, vive fuori casa, presa dagli incontri con le amiche. I due figli, ormai grandi, sono abbandonati a sé stessi: Beppe, che pure potrebbe lavorare alla radio con il padre, noto lettore radiofonico, preferisce frequentare strambe amicizie che lo persuadono delle sue grandi possibilità di lavorare come attore nel cinema, mentre Rosaria si atteggia a donna spregiudicata e straparla di liberazione della donna e di sesso libero. Anche Alberto però ha qualcosa da farsi perdonare: ha con un'altra donna una relazione che divide con la famiglia regolare.
Gli avvenimenti precipitano quando il figlio Beppe se ne va con l'amico Guidone, giovane omosessuale, a Parigi, dov'è in lavorazione un importante film in cui ha ottenuto una parte.
La crisi della quasi famiglia di Alberto diviene evidente quando la moglie, costretta dalle "amiche", che sono andate a reclamare in casa, deve confessare al marito di aver perso una grossa somma di denaro al gioco contraendo un debito che ora non può pagare. Alberto, forse colpito da quanto sta accadendo, perde improvvisamente l'uso della parola. Elena, che ha capito i suoi errori e si rende conto che non può più contare su Alberto rimasto invalido, per sostenere economicamente la famiglia si mette a lavorare come sarta.
Ma i guai non sono finiti: improvvisamente ritorna dalla Francia il figlio Beppe per rifugiarsi e nascondersi poiché è sospettato per l'omicidio del regista del film a cui prendeva parte. A questo punto il padre recupera la parola e denuncia il figlio alla polizia.
È passato del tempo: Beppe, riconosciuto innocente, lavora con il padre alla radio, mentre la figlia Rosaria si è sposata con il manesco fidanzato Corrado, con cui ha sempre condiviso le sue idee avanzate e ultramoderne. Alberto, che ha lasciato la famiglia andando a convivere con la sua amante, è tornato per festeggiare il matrimonio insieme ai genitori di Corrado.
Stanno amabilmente conversando quando arriva il novello sposo che riporta infuriato Rosaria a casa dei genitori perché dice che solo ora la giovane gli ha confessato di avere avuto un innocente, e senza conseguenze, passato amore per un altro. Insomma Corrado, l'uomo dalle moderne idee, è furiosamente geloso e Rosaria, antesignana del libero amore, è ancora vergine. Alberto capisce il dramma di quei giovani sbalestrati, che si atteggiano ad anticonformisti e antiborghesi ma che sono rimasti ingenui e semplici, e li farà riconciliare. Dopo un dialogo chiarificatore con la moglie, che vorrebbe che il marito tornasse in casa, perché quella è la sua famiglia, Alberto risponde quasi rassicurandola: «Mo' vedimmo...».

## Analisi della commedia
In questa commedia Eduardo affronta nuovamente il tema della famiglia. Questa volta lo fa in modo esplicito mettendo al centro dell'opera i complessi rapporti che legano i classici membri di una famiglia tipo: madre, padre, un figlio e una figlia. Dei componenti la famiglia secondo Eduardo nessuno ha le carte in regola per essere considerato membro di una vera famiglia: ognuno ha una propria vita e i membri della famiglia vivono assieme perché si ritrovano nella stessa casa e non perché li unisca un vincolo di affetto familiare.
Inutilmente il protagonista cerca di tenere assieme i pezzi della famiglia e del resto anche lui, sia pure per disamore e disillusione, si è creato una sua vita privata da nascondere. I suoi ammonimenti alla moglie e ai figli passano inosservati e allora tanto vale non parlare più, fare il muto.
Questa del personaggio che ammutolisce, poiché non c'è più nessuno che lo ascolta, oltre a essere una prova di grande recitazione mimica è un tema che si ritrova nell'ultimo dramma Gli esami non finiscono mai, dove il pessimismo di Eduardo sulle sorti future della famiglia è arrivato al culmine, con la storia di un uomo distrutto dalla sua ingenua fede nella famiglia per cui non è più possibile il "lieto fine" che invece qui, sia pure solo accennato, fa ancora sperare in una ricostruzione dei rapporti familiari.
In quest'opera Eduardo poi affronta un argomento ancora molto delicato per i tempi in cui si svolgono gli avvenimenti rappresentati: quello dell'omosessualità. Il personaggio che interpreta questo tema è Guidone. Tratteggiato all'inizio del primo atto in un modo bonario, è fatto oggetto, alla fine, di un duro giudizio da parte di Alberto Stigliano, che rimprovera al figlio la sua confidenza con l'amico: «...quante volte avevo predicato che quel disgraziato non doveva mettere piede in casa nostra... da un uomo che appartiene a una categoria di gente che non ha niente da perdere e che una famiglia non se la potrà mai creare che ti puoi aspettare di buono? Una setta diabolica che funziona da un capo all'altro del mondo... S'impongono servendosi dell'Arte per corrompere e distruggere quel tanto di buono che ci serve a credere nella vita... E si servono del gusto "raffinato". Mettono su negozio? e tutti di corsa al negozio dei "raffinati"... In quella strada c'è la sartoria del "raffinato", in quell'altra c'è il parrucchiere "raffinato"».
Certo non è un caso che il protagonista Alberto Stigliano, seguendo l'irriflessa opinione comune, si riferisca agli omosessuali, che negli anni cinquanta incominciavano a fatica a costruirsi il proprio spazio nella vita sociale, come quelli che si stavano affermando in quelle attività che vengono superficialmente giudicate adatte e riservate ai "raffinati". Come se gli omosessuali fossero destinati a esercitare per loro natura professioni solo "raffinate", consone alla loro naturale femminea predisposizione. Egli addirittura arriva a pensare a una sorta di "diabolica" setta omosessuale i cui membri sparsi nel mondo sono legati da un vincolo di reciproco aiuto.
Sorprende questo giudizio del protagonista della commedia che Eduardo, almeno per quanto riguarda la concezione della famiglia, s'impersona. Eduardo non era certo uomo di idee sociali retrograde e omofobiche: ma non c'è tanto da stupirsi se ci riferiamo alla società italiana degli anni cinquanta quando la stessa classe dirigente del partito comunista italiano espellendo Pier Paolo Pasolini nel 1949 per «indegnità politica e morale» non dava giudizi molto diversi da quelli di Stigliano sugli omosessuali.
Tuttavia, l'autore ha voluto inserire esempi emblematici della dissoluzione familiare esaltandone l'aspetto maggiormente deleterio. Non c'è da stupirsi dunque se il soggetto di Guidone è ripetutamente ridicolizzato: la mancanza di una forte figura paterna, quella di Alberto, faranno indulgere Beppe a cedere alle pretestuosamente lusinghiere proposte dell'amico, per poi farlo tornare rovinosamente in patria: un'amicizia deleteria, finita col dimostrare l'intima natura del soggetto a prescindere da "tendenze" o "perversioni" (come all'epoca si alludeva all'omosessualità).